# بلي (قبيلة)

قبيلة بلي هي قبيلة عربية قضاعية يرجح أنها قحطانية وقال آخرون أنها عدنانية من قبائل شمال وغرب شبه الجزيرة العربية. وتسكن اليوم عددًا من الدول منها السعودية والإمارات والأردن وسوريا وفلسطين وغيرها من الدول العربية وصولاً إلى الاندلس

## نسب قبيلة بلي
- بلي بن عمرو بن الحاف بن قضاعة بن مالك بن عمرو بن مرة بن زيد بن مالك بن حمير بن سبأ بن يشجب بن يعرب بن قحطان[5][6]

## أقرب القبائل لهم
أقرب القبائل نسبا لقبيلة بلي هم قبائل قضاعة التي منها قبيلة جهينة وعذرة ونهد.

## صحابة من بلي
ينتسب الى بلي العديد من الصحابة منهم.
- كعب بن عجرة بن امية البلوي
- هاني بن نيار البلوي
- عاصم بن عدي البلوي
- ثابت بن اقرم البلوي
- عبد الله بن سلمة البلوي
- المجذر بن زياد البلوي
- عبد الله بن طارق البلوي
- زيد بن أسلم البلوي
- النعمان بن عصر البلوي
- عبد الرحمن بن عبد الله البلوي
- معن بن عدي البلوي
- عامر بن سلمة البلوي
- عبد الله بن ثعلبة البلوي
- عبادة بن الخشخاش البلوي
- النعمان بن عصر البلوي
- معتب بن عبيد البلوي
- مالك بن التيهان البلوي
- سواد بن غزية البلوي
- ربعي بن رافع البلوي
- عبيد بن أبي عبيد البلوي
- بحاث بن ثعلبة البلوي
- ثابت بن الدحداح البلوي
- خديج بن سلمة البلوي
- عويم بن ساعدة البلوي
- يزيد بن ثعلبة البلوي
- أبو زمعة بن عبيد البلوي
- رافع بن عنجدة البلوي
- زهير بن قيس البلوي
- انيف بن جشم البلوي
- طلحة بن البراء البلوي
- عبدالله بن عامر البلوي
- مرة بن حباب البلوي
- عبيد بن التيهان البلوي
- رويفع بن ثابت البلوي
- إياس بن ثعلبة البلوي
- الأعجم بن سفيان البلوي
- أسير بن عروة البلوي
- أسعد بن عطية البلوي
- جابر بن النعمان البلوي
- جبارة بن زرارة البلوي
- جدي بن مرة البلوي
- مرة بن سراقة البلوي
- حبيلة بن عامر البلوي
- حرام بن عوف البلوي
- حيان بن كرز البلوي
- سعد بن جماز البلوي
- سعيد بن يزيد البلوي
- سهل بن رافع البلوي
- سويد بن حنظلة البلوي
- شباث بن خديج البلوي
- شريك بن السحماء البلوي
- صيفي بن رافع البلوي
- شبث بن سعد البلوي
- ضمرة بن الحصين البلوي
- عامر بن يزيد البلوي
- عائذ بن ثعلبة البلوي
- عباد بن عبيد البلوي
- عبدالرحمن بن عديس البلوي
- عبدالله بن أسلم البلوي
- عبدالله بن ساعدة البلوي
- عبدالله بن صيفي البلوي
- عبدالله بن عديس البلوي
- عبدة بن معتب البلوي
- عبيد الله بن عبيد البلوي
- عبيد بن التيهان البلوي
- عتبه بن نيار البلوي
- عدي بن مرة البلوي
- عقبة بن نيار البلوي
- علسه بن عدي البلوي
- علقمة بن رمثة البلوي
- عمير بن ساعدة البلوي
- عنبس بن ثعلبة البلوي
- لاحب بن مالك البلوي
- لقيس بن سلمان البلوي
- مالك بن عمرو البلوي
- مرة بن الحارث البلوي
- مسعود بن الأسود البلوي
- مطعم بن عبيد البلوي
- معتب بن عبيد البلوي
- نهيك بت التيهان البلوي
- ابو نضيرة بن التيهان البلوي
- مرثد بن عثعث البلوي
- الأسود بن عبد شمس البلوي
- عتيبة البلوي
- ابو شموس البلوي
- ابو درة البلوي
- جهم البلوي
- سنبر الاراشي البلوي
- ابو الضبيب البلوي
- ابو مليكة البلوي
- ابو حوح البلوي
- يثربي البلوي

## الصحابيات من بلي
- سهلة بنت عاصم البلوي
- اميمة بنت ابى الهيثم البلوي
- آمنة بنت عجرة بن امية البلوي اخت كعب بن عجرة
- ميمونة بنت عبدالله البلوي
- أنيسة بنت عدي البلوي اخت معن و عاصم
- الربذاء بنت عمرو بن عمارة البلوي
- سلمى بنت ثابت بن الدحداح البلوي
- الصعبة بنت التيهان البلوي اخت مالك بن التيهان
- عائشة بنت عجرة بن امية البلوي اخت كعب بن عجرة
- ام عثمان بنت يزيد بن ثعلبة البلوي
- عمرة بنت زياد بن عمرو البلوي اخت المجذر بن زياد
- عميرة بنت حنظلة بن حبيب البلوي
- عميرة بنت عمير بن ساعدة البلوي
- عميرة بن سهل بن رافع البلوي
- ام نيار بنت اياس بن عامر البلوي

## التاريخ

### وفد بلي إلى النبي محمد
| بلي (قبيلة) | قدم على النبي محمد صلى الله عليه وسلم وفد بلى في ربيع الأول سنة تسع فأنزلهم رويفع بن ثابت البلوي عنده وقدم بهم على رسول الله صلى الله عليه وسلم فقال له: "هؤلاء قومي" فقال له النبي محمد صلى الله عليه وسلم: «مرحبا بك وبقومك» فأسلموا فقال لهم رسول الله صلى الله عليه وسلم: «الحمد لله الذي هداكم للإسلام فكل من مات منكم على غير الإسلام فهو في النار». وقال له أبو الضبيب شيخ الوفد: "يا رسول الله إن لي رغبة في الضيافة فهل لي في ذلك أجر: قال: «نعم وكل معروف صنعته إلى غنى أو فقير فهو صدقة» قال يا رسول الله: "ما وقت الضيافة". قال: «ثلاثة أيام فما كان بعد ذلك فهو صدقة. ولا يحل للضيف أن يقيم عندك فيحرجك» قال: "يا رسول الله أرأيت الضالة من الغنم أجدها في الفلاة من الأرض" قال: «لك أو لأخيك أو للذئب» قال: "فالبعير" قال: «مالك وله دعه حتى يجده صاحبه»، قال رويفع: ثم قاموا فرجعوا إلى منزلي فإذا رسول الله صلى الله عليه وسلم يأتي منزلي يحمل تمرا فقال: «استعن بهذا التمر» فكانوا يأكلون ومن غيره فأقاموا ثلاثا ثم ودعوا رسول الله صلى الله عليه وسلم وأجازهم ورجعوا إلى بلادهم. | بلي (قبيلة) |

.

### في العصر الحديث
خلال الحرب العالمية الأولى، في عام 1918، انحازت بلي في نهاية المطاف إلى جانب القوات العربية للشريف حسين ضد العثمانيين. بعد طرد الهاشميين من الحجاز، دعم جزء من القبيلة بدائلهم السعوديين، في حين انشق عدد من الجماعات المتمردة إلى الهاشميين المتمركزين في إمارة شرق الأردن. في عام 1932، شاركوا في غارات على الأراضي السعودية جنوب العقبة، والتي صدها السعوديون. ما زالت بلي تعيش في الأراضي الساحلية الغربية للحجاز.

## في مصر
توجد فروع لقبيلة بلي في مصر في الإسماعيلية والسويس والشرقية وسوهاج وشمال سيناء ويطلق عليها اسم الفراني ويصل تعدادهم ما يزيد عن 13000 نسمة تقريبا.

## في فلسطين
توجد فروع لقبيلة بلي في فلسطين في بئر السبع ويطلق عليها بلي الظلام، وفي قرية حمامة من قرى غزة ويطلق عليها الفراني وتنسب إلى فران بن بلي.